# Madonna col Bambino tra le sante Maria Maddalena e Orsola
La Madonna col Bambino tra le sante Maria Maddalena e Orsola è un dipinto olio su tavola (77x104 cm) di Giovanni Bellini, databile al 1490 e conservato nel Museo del Prado a Madrid.

## Descrizione e stile
L'opera, in stretta relazione con una Sacra conversazione nelle Gallerie dell'Accademia, fa parte di un gruppo di dipinti che testimonia il notevole successo di questo tipo di composizioni, con molte repliche in gran parte dovute alla bottega o solo parzialmente autografe, tra cui spiccano le sacre conversazioni di Urbino e della Pierpoint Morgan Library di New York.
Le figure sono rappresentate in primo piano a mezzo busto. Al centro si trova Maria col Bambino sulle ginocchia, assisa su un trono del quale si vede solo il drappo sullo schienale. Ai lati si trovano le sante Maria Maddalena e Orsola.
L'opera ha una luce calda che cade di lato, avanzando morbidamente sulle vesti e sugli incarnati delle sante, in un'atmosfera silente e assorta, evidenziata dall'innovativo sfondo scuro, che qui mostra ancora qualche connotazione, a differenza della tavola veneziana. La composizione è simmetrica, come in tutte le sacre conversazioni di Giovanni, e lo sviluppo della profondità è suggerito solo dalle posizioni in tralice delle due sante, che creano una sorta di ali diagonali direzionate sul gruppo sacro centrale.